# Hoya erythrostemma
Hoya erythrostemma ist eine Pflanzenart der Gattung der Wachsblumen (Hoya) aus der Unterfamilie der Seidenpflanzengewächse (Asclepiadoideae).

## Merkmale
Hoya erythrostemma ist eine ausdauernde, kletternde Pflanze mit windenden Trieben. Die zierlichen Triebe besitzen zerstreut Adhäsivwurzel und sind im Querschnitt subquadratisch (etwa 2 mm Durchmesser). Die fleischigen, leicht sukkulenten Blätter sind gestielt, die robusten, kahlen Blattstiele werden 0,3 bis 2 cm lang. Die Länge der Blattstiele ist aber abhängig von der Tageslänge, Beschattung und Lichtintensität. Die Blattspreiten sind elliptisch, 8 bis 9 cm lang und 2,5 bis 3 cm breit. Die Basis ist keilförmig, der Apex spitz zulaufend. Die hellgrünen Blätter sind kahl mit einer deutlichen helleren Mittelrippe. Von ihr gehen 5 bis 6 paarige Blattadern im Winkel von etwa 60° seitlich ab. Etwa 3 bis 6 mm vom Rand entfernt verläuft ein fast randparallele Blattader, an der die Sekundäradern enden.
Der doldenförmige, meist aufrecht stehende Blütenstand weist 28 bis 34 Blüten aus. Die Oberfläche ist stark gewölbt bis halbkugelig. Sie entspringen den Trieben seitlich. Die starren Blütenstandsstiele sind bis 14 mm lang und kahl. Die zierlichen Blütenstiele sind kahl, und 12 bis 14 mm lang. Die radförmige Blütenkrone ist meist weiß, kann aber auch gelblich oder hellrosa sein. Sie weist einen Durchmesser von 1 cm und ist innen sehr stark mit steifen Haaren bedeckt. Das gibt der Blüte ein Aussehen, als ob sie mit nadeligen Eiskristallen überzogen ist. Die Kronblattzipfel sind dreieckig und zugespitzt. Die gestielte Nebenkrone ist meist tiefrot, variiert aber über hellrot, gelblich bis zu weißlich. Der Stiel ist bei 2 mm lang. Die Zipfel der Nebenkrone sind meist sehr schmal elliptisch, 3 mm lang und an der Basis 1,75 mm breit. Innerer wie äußerer Fortsatz sind spitz. Die Pollinien sind bis 5 mm lang und geflügelt (mit äußeren Membranen versehen). Die Caudiculae sind etwa 130 µm breit. Das Corpusculum ist eiförmig, rd. 0,2 mm breit. Der Duft der Blüte wird als mild beschrieben.
Die spindelige Balgfrucht misst 14 cm in der Länge und 0,4 cm im Durchmesser.

## Ähnliche Art
Hoya erythrostemma ist Hoya elliptica Hook.f. sehr ähnlich. Die Blüten dieser Art sind etwas größer und nicht ganz so stark behaart wie Hoya erythrostemma. Die Blüten von Hoya mindorensis Schltr. sind kleiner und die Haare sind dunkler.

## Geographische Verbreitung und Habitat
Die Art hat ein relativ große Verbreitungsgebiet, das von Myanmar, Thailand, Laos, Malaysia bis nach Borneo, Java und Sumatra reicht. Der Lebensraum sind tropische Regenwälder.

## Taxonomie
Das Taxon Hoya erythrostemma wurde 1939 von Arthur Francis George Kerr vorgeschlagen. Kerr (BMI 1939: 460, 1939). Hoffmann et al. (2002) benennen als Typus ein Exemplar, das in Surat Thailand gesammelt wurde und im Herbarium von Kew Gardens aufbewahrt wird (Kloss 6909). Dieses Exemplar wurde von Robert Dale Kloppenburg erneut zum Holotypus bestimmt. Robert Dale Kloppenburg wertete das Taxon 2014 zur Unterart ab. Plants of the World online ist Kloppenburg nicht gefolgt und akzeptiert Hoya erythrostemma weiterhin als gültige Art.